# エミリアーノ・サラ
エミリアーノ・ラウール・サラ・タファレル（Emiliano Raúl Sala Taffarel、1990年10月31日 - 2019年1月21日）は、アルゼンチン・サンタフェ州出身の元サッカー選手。ポジションはフォワード。

## 経歴
2012年2月8日、FCジロンダン・ボルドーで、クープ・ドゥ・フランスのオリンピック・リヨン戦でプロデビュー。
2013年7月2日、リーグ・ドゥのシャモア・ニオールFCに期限付き移籍。
2015年7月20日、リーグ・アンのFCナントに5年契約で移籍した。移籍金は100万ユーロ。2018年10月20日のトゥールーズFC戦でハットトリックを達成。これはナントにとって2006年以来のハットトリックだった。中心選手として活躍した。

## 航空事故
2019年1月19日、2022年6月30日までの契約でカーディフ・シティFCに加入することが決定。しかしその2日後の1月21日、ナントからカーディフへ向かうため搭乗した小型飛行機（パイパー PA-46、機体記号N264DB、1984年製造）の中から家族や友人向けに「壊れそうな飛行機に乗っている」「すごく怖い」との音声メッセージを発し、ほどなくして飛行機はイギリス海峡のチャンネル諸島ガーンジー島の北部約20km付近で消息不明となった。翌22日にガーンジー警察による捜索が行われ、洋上にて複数の浮遊物が発見されたものの搭乗者を示すものは見つからず、24日には搭乗者の生存の可能性が極端に低くなったとして、警察当局による積極的な捜索は打ち切られた。その後、捜索資金の寄付募集が行われ、30万ユーロ（約3740万円）以上の資金が集まったことで捜索が再開された
2019年2月3日、遠隔操作型無人潜水機を使った捜索により海底67.7mで機体が沈んでいるのが発見され、胴体後部に1人の遺体が確認された。遺体は2月7日に収容され、英警察によりサラの遺体であることが確認された。死因は当初、頭部の損傷であると発表されたが、後の検査により墜落直前に致死的な一酸化炭素中毒に陥っていたことが判明した。
2019年2月9日、FCナントはサラが付けていた背番号9を永久欠番とすることを発表した。
サラが死去した3か月後に、サラの父親が心臓発作で死去した。